# Апостолія Зої
Апостолія Зої (грец. Αποστολία Ζώη, грецька вимова: [apostoˌli.a ˈzo.i]; нар. 6 січня 1980, Еласон, Греція) — грецька співачка яка народилася в Еласоні, Греція, виросла у Волосі. Випустила чотири студійні альбоми.

## Біографія

### Раннє життя
У 14-річному віці переїхала до Салоніків, щоб зайнятися дайвінгом і плаванням, де вона закінчила Академію гімнастики. Одного разу вночі, коли вона була в місті з друзями, співачка з популярного клубу подарувала їй мікрофон, і Зої почала співати. Власник клубу побачив її талант і найняв її співати у своєму клубі. Невдовзі Апостолія зрозуміла, що хоче продовжити музичну кар'єру, та почала брати уроки вокалу та співу у Христоса Лірінці. У той же час вона співала з такими відомими співаками, як Васіліс Каррас, Еврідікі, One, Аггелос Діонісіу й іншими. Невдовзі переїхала до Афін, щоб продовжити свою кар'єру.

## Дискографія
- Το πρώτο βήμα (2003)
- Από 'δω και πέρα (2005)
- Το καλύτερο δώρο (2005)
- Θ'αφήσει εποχή (2006)
- Με το χέρι στην καρδιά (2008)
- Καθρέφτες (2011)
- Μια στιγμή (2015)
- Σύντομα (2017)
- Φεύγω (2018)